# Carl Wechselberg
Carl Wechselberg (* 1. Januar 1969 in Aurich/Ostfriesland) ist ein ehemaliger deutscher Politiker (PDS, Die Linke, SPD). Er war von 2003 bis 2011 Mitglied im Berliner Abgeordnetenhaus, zunächst als Mitglied der Linksfraktion. Im Mai 2009 legte er seine Funktion als finanz- und haushaltspolitischer Sprecher der dortigen Linksfraktion nieder und trat kurze Zeit später auch aus der Partei Die Linke aus. Von September 2009 bis 2011 war er Mitglied der SPD-Fraktion.

## Leben
Wechselberg ist in Aurich geboren und aufgewachsen. Nach Erlangung des Abiturs 1989 begann Wechselberg ein Studium der Psychologie an der Universität Bremen und beendete dieses nach dem Vor-Diplom. In Berlin begann er 1993 ein Studium der Politischen Wissenschaften an der Freien Universität Berlin, das er 1999 als Diplom-Politologe abschloss. In den Jahren 1999 und 2000 arbeitete er als Stipendiat der Hans-Böckler-Stiftung an seiner Dissertation und wurde im Jahr 2000 wissenschaftlicher Mitarbeiter für Haushalts- und Finanzpolitik der PDS-Fraktion im Berliner Abgeordnetenhaus. 2003 rückte Carl Wechselberg für die Abgeordnete Gesine Lötzsch in das Abgeordnetenhaus nach. Im Jahr 2006 gewann Wechselberg das Direkt-Mandat im Wahlkreis Marzahn-Hellersdorf 4. Wechselberg ist verheiratet und hat einen Sohn.

## Politische Entwicklung
Wechselberg begann seine politische Sozialisation als Mitglied der Sozialistischen Jugend Deutschlands Die Falken. Ab 1987 gehörte er zum Redaktionskollektiv der Theoriezeitschrift Perspektiven. Dort befasste er sich insbesondere mit der Rezeption der „Triple-Oppression“-Theorie sowie der anti-rassistischen Widerstandsbewegung in den USA. Gemeinsam mit Albert Scharenberg übersetzte Wechselberg erstmals Redetexte von Malcolm X ins Deutsche.
1991 gründete Wechselberg mit anderen die PDS/Linke Liste in Bremen und wurde 1992/1993 deren Vorsitzender. Nach seinem Umzug nach Berlin wurde Wechselberg in der Berliner PDS aktiv und gründete 1995 die erste studentische Uni-Gruppe der PDS an einer Berliner Universität. Diese erreichte bei den Wahlen zum Studierendenparlament an der Freien Universitär Berlin 1996 zwei Sitze und Wechselberg wurde Sozialreferent im AStA der FU. In diese Zeit fiel auch die Gründung des Berliner Bündnisses gegen Sozialabbau und Ausgrenzung, an der Wechselberg maßgeblich beteiligt war und das in der Folge 1997 mit einer massenhaften außerparlamentarischen Mobilisierung gegen die Politik der CDU/SPD-Koalition und insbesondere deren Haushaltspolitik auf sich aufmerksam machen konnte. Wechselberg befasste sich in der Folgezeit mit der wissenschaftlichen Rezeption der US-amerikanischen Global-City-Debatte und deren Implikationen für die politische und ökonomische Entwicklung Berlins und verfasste 1999 seine Diplom-Arbeit zur Metropolenpolitik der Großen Koalition in Berlin seit 1991.
Wechselberg wurde im Jahr 2000 vom Fraktionsvorsitzenden der PDS im Berliner Abgeordnetenhaus Harald Wolf als Mitarbeiter für Haushalts- und Finanzpolitik geholt, der seit dieser Zeit als Wechselbergs politischer Ziehvater und Mentor gilt. Gemeinsam mit anderen jüngeren Politikern der PDS (Klaus Lederer, Stefan Liebich, Udo Wolf) bereitete Wechselberg die erste rot-rote Koalition in der Hauptstadt mit vor. Wechselberg folgte Harald Wolf Anfang 2003 als haushaltspolitischer Sprecher der PDS-Fraktion nach. Zudem arbeitete er in zwei Untersuchungsausschüssen an der Aufklärung des Berliner Bankenskandals sowie als stellvertretender Vorsitzender des Untersuchungsausschusses „Tempodrom“ an dessen Untersuchung mit.
Wechselberg galt innerhalb der Linken als Vertreter stark reformorientierter Positionen. Er hat maßgeblichen Anteil an der Formulierung und Durchsetzung der finanzpolitischen Konsolidierungspolitik der letzten Jahre in Berlin. Im Jahr 2006 gewann Wechselberg den Wahlkreis Springpfuhl/Biesdorf in Marzahn-Hellersdorf. Carl Wechselberg war Sprecher seiner Fraktion im Hauptausschuss des Berliner Abgeordnetenhauses sowie im Vermögensausschuss, Mitglied im Fraktionsvorstand (von 2006 bis 2009) und im Aufsichtsrat des Berliner Liegenschaftsfonds.
Im Mai 2009 trat er von seinen Sprecherfunktionen in der Abgeordnetenhausfraktion zurück, gab auch seine Mitgliedschaft im Fraktionsvorstand auf und trat kurze Zeit später aus der Partei Die Linke aus. Als Gründe gab er inhaltliche Differenzen mit dem bundespolitischen Kurs seiner Partei an. Er machte die Parteiführung unter Oskar Lafontaine dafür verantwortlich, dass die Partei seiner Ansicht nach Fundamentalopposition betreibe. Wechselberg kritisierte etwa das Wahlprogramm für die Bundestagswahl 2009. Die Vorschläge zur Gegenfinanzierung der Kosten der Forderungen über etwa 300 Milliarden Euro hielt Wechselberg für nicht durchsetzbar. Am 29. September 2009, zwei Tage nach der Bundestagswahl, trat Wechselberg in die SPD ein und wurde gleichzeitig auch Mitglied in der Abgeordnetenhausfraktion der SPD. Von 2011 bis 2015 leitete Wechselberg den Stabsbereich Strategisches Finanzmanagement und Controlling des Gesundheitsunternehmens Vivantes in Berlin. Seit dem Jahr 2015 war Wechselberg für die Berliner Strategieberatung SNPC tätig. Seit Juli 2017 war Wechselberg als unabhängiger Strategieberater und Projektmanager tätig. Seit März 2020 ist Wechselberg Geschäftsführer der Camphill Alt-Schönow gGmbH, die in Berlin-Zehlendorf eine besondere Wohnform und einen Arbeitsbereich für Menschen mit Assistenzbedarf betreibt.